# Lijst van rijksmonumenten in Noordwijkerhout
De plaats Noordwijkerhout telt 12 inschrijvingen in het rijksmonumentenregister; hieronder een overzicht. 
| Object                               | Oorspronkelijke functie?  | Bouwjaar        | Architect                             | Locatie             | Coördinaten?                  | Nr.?   | Afbeelding        |
| ------------------------------------ | ------------------------- | --------------- | ------------------------------------- | ------------------- | ----------------------------- | ------ | ----------------- |
| Witte Kerkje                         | Kerk en kerkonderdeel     | 16e eeuw        |                                       | Dorpsstraat 7       | 52° 15' 45" NB, 4° 29' 35" OL | 30770  | Meer afbeeldingen |
| Klein Leeuwenhorst                   | Woonhuis                  | 1858            |                                       | Gooweg 45           | 52° 14' 39" NB, 4° 27' 59" OL | 30771  | Meer afbeeldingen |
| Koetshuis                            | Bijgebouwen               | midden 18e eeuw |                                       | Gooweg 45 A         | 52° 14' 38" NB, 4° 27' 59" OL | 30772  | Meer afbeeldingen |
| Portierswoning                       | Dienstwoning              | 1872            |                                       | Gooweg 47           | 52° 14' 37" NB, 4° 27' 53" OL | 30773  | Meer afbeeldingen |
| Hogeveensemolen                      | Industrie- en poldermolen | 1654            |                                       | Leidsevaart bij 82  | 52° 15' 49" NB, 4° 31' 22" OL | 30774  | Meer afbeeldingen |
| Hekwerk met opschrift "Leeuwenhorst" | Erfscheiding              | 1745-1800       |                                       | Leeweg bij 19       | 52° 14' 36" NB, 4° 28' 28" OL | 30775  | Meer afbeeldingen |
| Sint Bavo: klooster                  | Klooster, kloosteronderdl | 1914            |                                       | Langevelderweg 27   | 52° 16' 0" NB, 4° 29' 35" OL  | 509680 | Meer afbeeldingen |
| Sint Bavo: rectorshuis               | Dienstwoning              | 1915            |                                       | Langevelderweg 6    | 52° 15' 54" NB, 4° 29' 38" OL | 509681 | Meer afbeeldingen |
| Sint Bavo: dokterswoning             | Dienstwoning              | 1920            |                                       | Langevelderweg 12   | 52° 15' 56" NB, 4° 29' 38" OL | 509682 | Meer afbeeldingen |
| Dubbel woonhuis                      | Dienstwoning              | 1920            |                                       | Langevelderweg 8-10 | 52° 15' 55" NB, 4° 29' 38" OL | 509683 | Meer afbeeldingen |
| Gemeentehuis                         | Bestuursgebouw en onderdl | 1930            | A.J. Kropholler i.s.m. ir. A. Siebers | Herenweg 4          | 52° 15' 48" NB, 4° 29' 40" OL | 509684 | Meer afbeeldingen |
| De Vonk                              | Sport en recreatie        | 1918            | J.J.P. Oud                            | Westeinde 94        | 52° 14' 40" NB, 4° 27' 21" OL | 509685 | Meer afbeeldingen |